# 葛如麟
葛如麟（1580年—？年），字子仁，號朝池，山東濟南府德平縣人，軍籍，明朝政治人物。

## 生平
癸卯山東鄉試三十三名舉人，萬曆三十八年（1610年）庚戌科會試二百四十五名，第三甲第四十八名進士。刑部觀政，授山西平陽府蒲州臨晉縣知縣，四十一年調繁太原府榆次縣，四十三年山西乡试同考，同年陞戶部江西司主事，四十七年陞本部山西司郎中，奉敕总理宣府等處粮儲。天啓二年（1622年）四月升湖广布政司右参议，管下江防道，六年闰六月復除陕西右参议、兵备潼关。

## 家族
曾祖葛守禮，太子少保刑部尚書左都御史，贈太子太保謚端肅崇祀鄉賢；祖葛引生，廩生，贈奉直大夫戶部員外郎；父葛昕，晋正四品尚寶司卿；母谷氏，谷中虚女（封宜人贈夫人）；繼母邢氏（封宜人）。慈侍下。
兄如龍（廩生改官生），弟如凰（上林苑监録事）；如彪（庠生）；如夔（庠生）；如鰲；如鯨；如鶚；如鸞；如鷟；如鸑；如芝；如碤；如蕚。
子元祐；元祺；元裕；元祉。